# Makrokylindrus fagei
Makrokylindrus fagei är en kräftdjursart som beskrevs av Mihai Bacescu 1962. Makrokylindrus fagei ingår i släktet Makrokylindrus och familjen Diastylidae.
Artens utbredningsområde är Madagaskar. Inga underarter finns listade i Catalogue of Life.